# Матвинурское сельское поселение
Матвинурское сельское поселение — упразднённое муниципальное образование в составе Санчурского района Кировской области России.
Центр — село Матвинур.

## История
Матвинурское сельское поселение образовано 1 января 2006 года согласно Закону Кировской области от 07.12.2004 № 284-ЗО.
Упразднено в 2019 году при объединении всех поселений Санчурского муниципального района в городской округ.

## Население
| 2010 | 2012 | 2013 | 2014 | 2015 | 2016 | 2017 |
| ---- | ---- | ---- | ---- | ---- | ---- | ---- |
| 920  | ↘855 | ↘842 | ↘819 | ↘796 | ↘774 | ↘746 |
| 2018 | 2019 |      |      |      |      |      |
| ↘727 | ↘705 |      |      |      |      |      |

## Состав
В состав поселения входят 14 населённых пунктов (население, 2010):
| - село Матвинур — 462 чел.; - деревня Вотчинский Кунер — 0 чел.; - деревня Дубовская I — 3 чел.; - деревня Кричей — 250 чел.; - деревня Крутогорье — 0 чел.; - деревня Люй — 94 чел.; - починок Новый — 1 чел.; | - деревня Семкино — 0 чел.; - деревня Соколово — 13 чел.; - деревня Софино — 3 чел.; - деревня Студеново — 1 чел.; - деревня Тамаково — 47 чел.; - деревня Тогомово — 46 чел.; - деревня Чёрная Речка — 0 чел. |